# Lyby-Fossilien

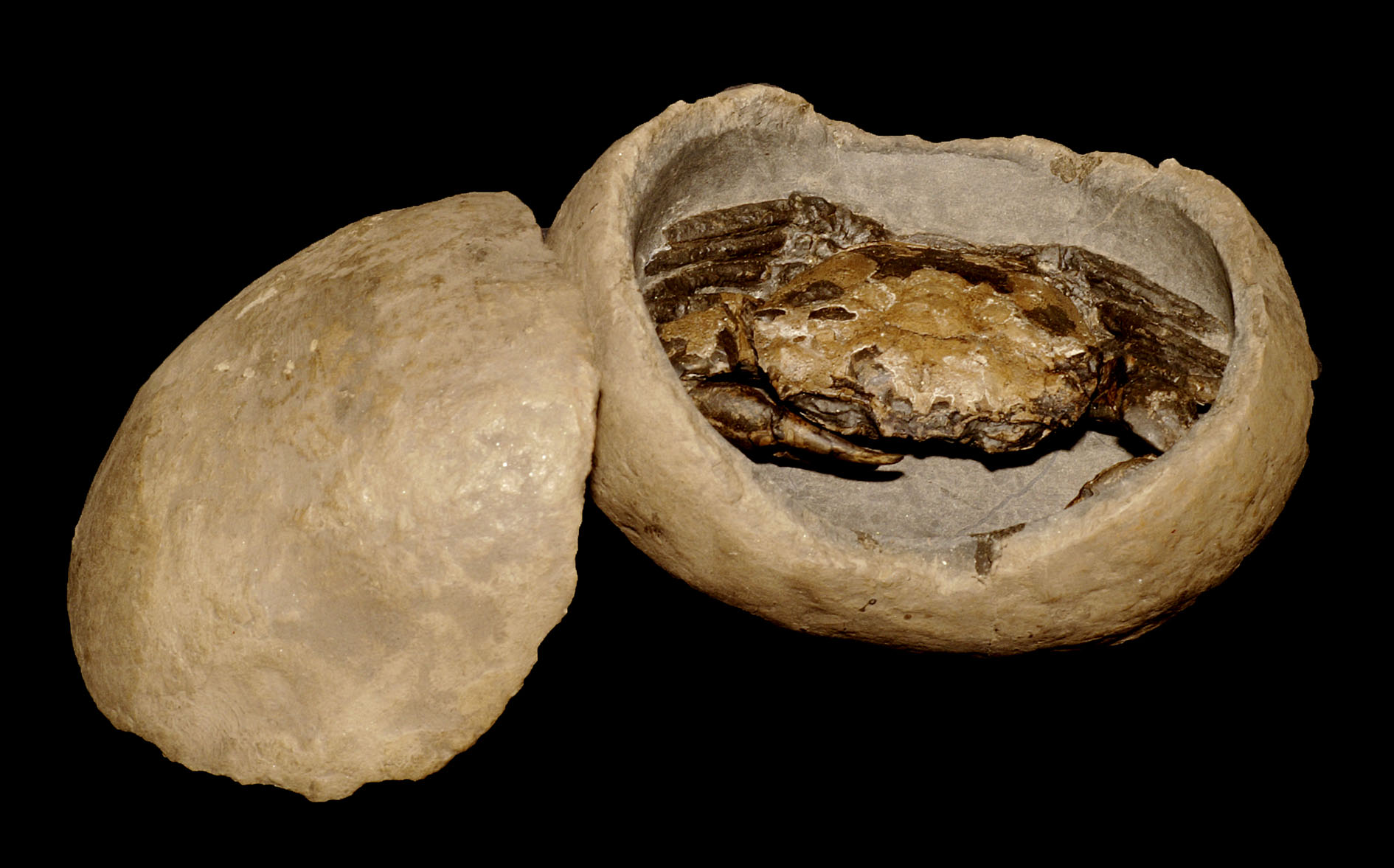
Geöffneter sogenannter Krabbeboller mit fossilisierter Krabbe

Lyby-Fossilien werden Fossilien genannt, die am Strand von Lyby in Jütland vorkommen. Es gibt in dem Gebiet mehrere Fundstellen entlang der Südostküste der Salling am Skive-Fjord, einem Teil des Limfjords. 

## Datierung
Die Fossilien stammen vor allem aus dem jüngeren Oligozän, einem Zeitintervall innerhalb des Paläogens vor etwa 25 bis 30 Millionen Jahren, als die Ur-Nordsee das gesamte Gebiet überflutete. Die Fundstücke treten in verschiedenen Erhaltungsformen auf. Es gibt Schalen, Steinkerne und Konkretionen.

## Arten
Besonders die sogenannten Krabbeboller (boller, dänisch für Kugel) finden das Interesse der Sammler. Es handelt sind um kanonenkugelartige Gebilde aus Sedimentgestein, in denen sich manchmal ein Fossil findet. Es gibt Pflanzenreste, wie Holz- und Rindenstücke, häufiger jedoch treten Fossilien aus dem Tierreich auf. Besonders Krebstiere in Form von Krabben, Hummern, Heuschreckenkrebsen und Rankenfußkrebse sind vertreten, sowie Reste von Weichtieren, wie Schneckenhäuser, Muschelschalen und Kahnfüßer. Seltener sind Korallen, Seefedern, Seeigel, Schildkrötenpanzer, Knochen von Fischen und Walen.